# Jakub Mazan
Jakub Mazan (* 11. August 1992) ist ein ehemaliger polnischer American-Football-Spieler auf der Position des Wide Receivers. 2021 und 2022 stand er bei den Panthers Wrocław in der European League of Football unter Vertrag.

## Werdegang
Mazan begann im Alter von zehn Jahren mit dem Radsport. Nachdem er zunächst vorrangig an Straßenrennen teilgenommen hatte, wechselte er später auf die Bahn. Mazan gehörte unter anderem dem Team „TKK Pacific Toruń“ an gewann dabei mehrere Medaillen bei nationalen Junioren-Meisterschaften und Pokalwettbewerben. Insgesamt war er neun Jahre als Radsportler aktiv.
2012 lud ihn sein Freund Paweł Podlas zum Training der Angels Toruń ein. Nach eigenen Angaben brauchte es lediglich drei Trainingseinheiten, die Mazan vom American Football überzeugten. Fortan spielte er bei den Angels in der zweiten polnischen Liga. In seiner ersten Saison spielte er vorrangig in der Defensive als Cornerback, doch wechselte er anschließend auf die Position des Wide Receivers. In der Saison 2014 gelang Mazan mit den Angels der Aufstieg, dennoch entschied er sich zu einem Wechsel zum amtierenden polnischen Meister, den Seahawks Gdynia. Mazan blieb jedoch in Toruń wohnhaft, weshalb er regelmäßig eine weite Strecke pendeln musste.  Mit den Seahawks gewann er 2015 das SuperFinał, das Endspiel um die polnische Meisterschaft. Dabei wurde er als Offense MVP des Finals ausgezeichnet. Im folgenden Jahr erreichten die Seahawks erneut das SuperFinał, das jedoch gegen die Panthers Wrocław verloren ging. Darüber hinaus wurde Mazan 2016 zur Euro-American Challenge eingeladen, die damals in Myrtle Beach, South Carolina, ausgetragen wurde. Die Kosten des viertägigen Camps, das mit einem Spiel der europäischen gegen eine US-Auswahl endete, musste Mazan selbst tragen. In der Saison 2017 erreichte er ein drittes Mal das Finale um die polnische Meisterschaft, doch konnten sich die Seahawks erneut nicht gegen die Panthers Wrocław durchsetzen. Mazan wurde nach Abschluss der Saison als bester Wide Receiver ausgezeichnet. In den drei Jahren in der PLFA fing Mazan insgesamt 90 Pässe für 1.506 Yards und 19 Touchdowns.
Aufgrund einer Spaltung im Jahr 2017 verließen die Seahawks anschließend die PLFA und gründeten gemeinsam mit anderen polnischen Vereinen eine neue nationale Liga – die LFA. Nach der Saison 2018 der LFA wurde er sowohl als Wide Receiver des Jahres als auch als Returner des Jahres ausgezeichnet sowie teamintern zum Seahawks Special Team Player ernannt. In der Saison 2019 war Mazan mit 98 erzielten Punkten der beste Scorer der polnischen Liga. Mazan bekam erneut die Auszeichnung des besten Wide Receivers der Liga verliehen, wurde aber bei der Wahl des wertvollsten Spielers der Liga (MVP) nicht berücksichtigt: „Um ehrlich zu sein, habe ich das Gefühl, dass mir diese Auszeichnung vorenthalten wurde“, so Mazan zu dieser Entscheidung. Nur wenige Wochen nach Saisonende wurde Mazan von den Panthers Wrocław verpflichtet, wo er fortan für eine der professionellsten Football-Organisationen Europas auflief. Mit den Panthers gewann er 2020 seine zweite polnische Meisterschaft. Mazan wurde dabei nach 169 Receiving Yards und zwei Touchdowns als Polish Bowl Offense MVP ausgezeichnet.
European League of Football
Zur Saison 2021 schlossen sich die Panthers Wrocław als Franchise der neu gegründeten European League of Football an. Das Eröffnungsspiel der ELF war die Begegnung zwischen den Panthers und den Cologne Centurions. Mazan erzielte dabei nach einem Pass von Lukas O’Connor den historisch ersten Touchdown. Im weiteren Saisonverlauf stellte sich Mazan als bevorzugte Anspielstation insbesondere beim zweiten Versuch heraus. In der regulären Saison hatte Mazan insgesamt elf Catches, die mehr als zwanzig Yards Raumgewinn erzeugten. Insgesamt hatte er 793 Receiving Yards, womit er die reguläre Saison als zweitbester Receiver und bester Europäer in dieser Statistik abschloss. Dabei erzielte er sechs Receiving und einen Rushing Touchdown. Mit den Panthers erreichte Mazan das Halbfinale, das jedoch knapp mit 27:30 gegen die Hamburg Sea Devils verloren ging. Da Mazan in das ELF All Star Team berufen wurde, nahm er am 3. Oktober 2021 am All Star Game von Team Europa gegen Team USA teil. Nach Abschluss der ELF-Saison kehre er für die Saison der polnischen 9er-Football-Liga PFL9 zu den Angels Toruń zurück. Die Angels schieden im Halbfinale der Meisterschaft aus.
Mazan gab am 30. Mai 2023 via Instagram sein Karriereende bekannt.
Nationalmannschaft
Mazan ist polnischer Nationalspieler und stand bei den World Games 2017 in Breslau im Kader. Polen verlor damals beide Spiele.

## Statistiken
| Jahr                                            | Team             | Spiele | Receiving | Receiving | Receiving | Receiving | Receiving | Returning | Returning |
| Jahr                                            | Team             | Spiele | Rec       | Yds       | Avg       | TD        | Lng       | Ret       | TD        |
| ----------------------------------------------- | ---------------- | ------ | --------- | --------- | --------- | --------- | --------- | --------- | --------- |
| Polska Liga Futbolu Amerykańskiego              |                  |        |           |           |           |           |           |           |           |
| 2015                                            | Seahawks Gdynia  | 06     | 018       | 0341      | 18,9      | 04        | 56        | 16        | 0         |
| 2016                                            | Seahawks Gdynia  | 08     | 036       | 0488      | 13,6      | 06        | 43        | 09        | 0         |
| 2017                                            | Seahawks Gdynia  | 08     | 036       | 0677      | 18,8      | 09        | 67        | 21        | 1         |
| PLFA Gesamt                                     | PLFA Gesamt      | 22     | 090       | 1506      | 16,7      | 19        | 67        | 46        | 1         |
| Liga Futbolu Amerykańskiego                     |                  |        |           |           |           |           |           |           |           |
| 2018                                            | Seahawks Gdynia  |        |           |           |           |           |           |           |           |
| 2019                                            | Seahawks Gdynia  |        |           |           |           | 08        |           |           | 5         |
| 2020                                            | Panthers Wrocław |        | 026       | 0504      | 19,4      | 06        | 69        |           |           |
| LFA Gesamt                                      |                  |        |           |           |           |           |           |           |           |
| European League of Football                     |                  |        |           |           |           |           |           |           |           |
| 2021                                            | Panthers Wrocław | 10     | 053       | 0793      | 15,0      | 06        | 80        | 12        | 0         |
| 2022                                            | Panthers Wrocław | 11     | 040       | 0472      | 11,8      | 05        | 33        | 24        | 0         |
| ELF Gesamt                                      | ELF Gesamt       | 21     | 093       | 1265      | 13,6      | 11        | 80        | 36        | 0         |
| Quellen: plfa.pl, stats.europeanleague.football |                  |        |           |           |           |           |           |           |           |